# Alberto II de Brandemburgo-Ansbach
Alberto II (ou V) de Brandemburgo-Ansbach (18 de setembro de 1620 - 22 de outubro de 1667) foi um nobre alemão, marquês de Ansbach de 1634 até a sua morte.

## Vida

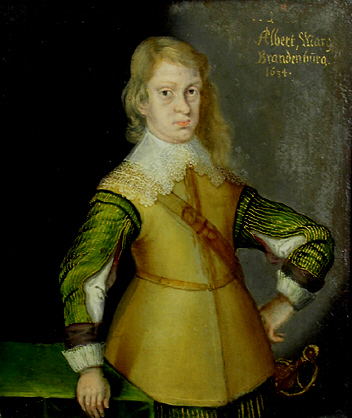
Alberto II

Nascido em Ansbach, Alberto era o segundo filho do marquês Joaquim Ernesto de Brandemburgo-Ansbach e da sua esposa, a condessa Sofia de Solms-Laubach. Após a morte de Joaquim Ernesto, foi o irmão mais velho de Alberto, Frederico III, que passou a governar Ansbach, a partir de 1625, inicialmente sob uma regência da mãe, mas foi morto sem deixar descendência durante a Guerra dos Trinta Anos, em 1634. Então, Alberto sucedeu-o, apesar de, mais uma vez, precisar de uma regência da mãe durante os seus primeiros anos de reinado, tendo apenas assumido o governo total do estado quando atingiu a maioridade em 1639.
Com muita perícia diplomática, Alberto conduziu Brandemburgo-Ansbach ao longo dos últimos dez anos de guerra e, através de reformas administrativas, apoiou as guildas e a vida cultural e conseguiu levar a cabo uma política de crédito que promoveu o início das reconstruções do pós-guerra. Ofereceu asilo a refugiados religiosos da Áustria e, em 1647 ou 1662, concedeu-lhes terras em Treuchtlingen e Berolzheim. O conselheiro mais importante de Alberto neste assunto foi o antigo professor Johannes Limnäus. Uma figura activa na política do Sacro Império Romano-Germânico, Alberto enviou tropas para apoiar os austríacos contra o Império Otomano.
Um típico monarca absoluto da era barroca, Alberto morreu em Ansbach em 1667. Foi enterrado na Johanniskirche, na mesma cidade.

## Casamentos e descendência

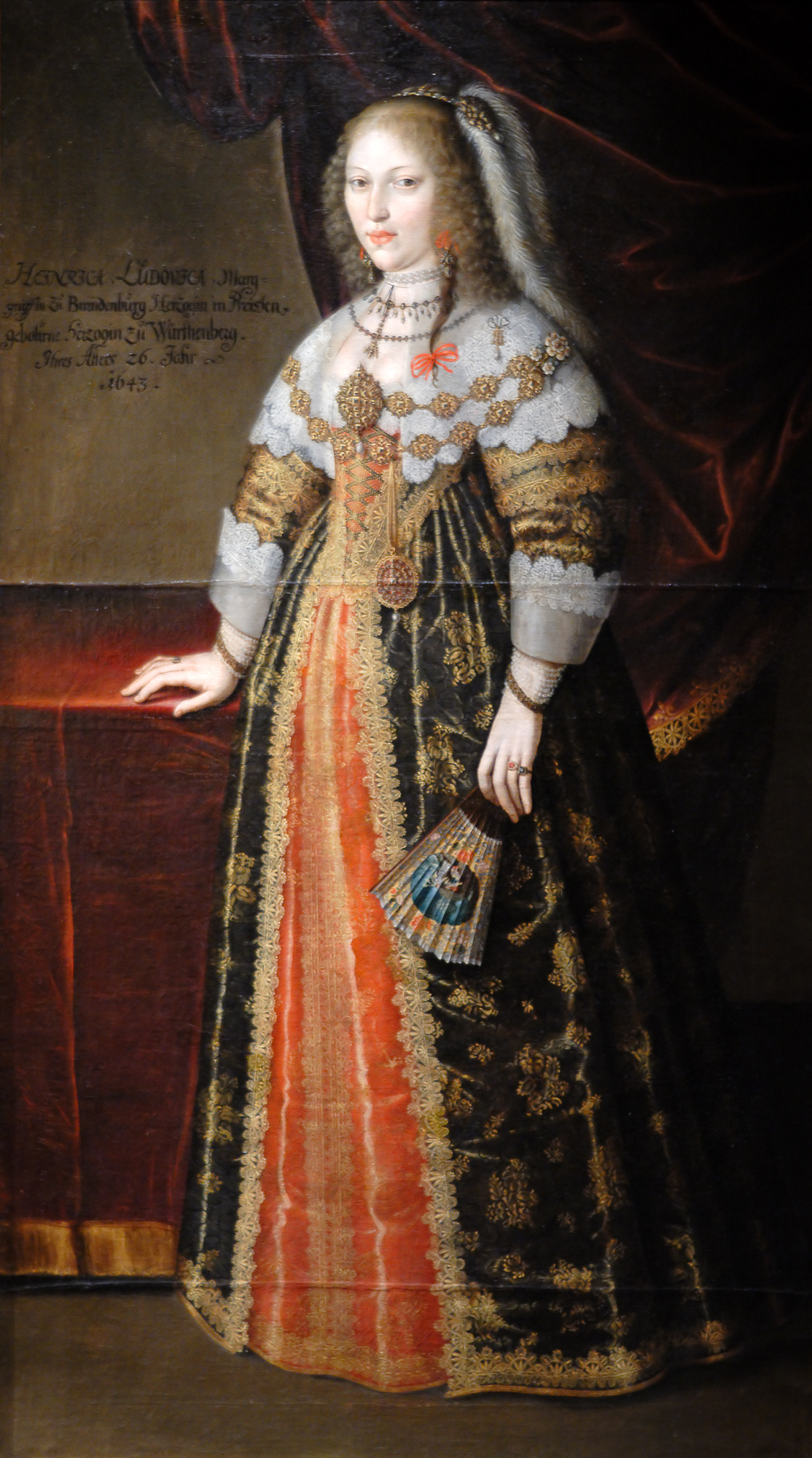
A primeira mulher de Alberto, Henriette Louise of Württemberg-Mömpelgard, de Benjamin Block, 1643

Alberto casou-se pela primeira vez em Estugarda, no dia 31 de agosto de 1642, com a duquesa Henriqueta Luísa de Württemberg-Montbéliard, de quem teve as seguintes filhas:
1. Sofia Isabel de Brandemburgo-Ansbach (nascida e morta em 1643).
2. Albertina Luísa de Brandemburgo-Ansbach (2 de junho de 1646 - 30 de janeiro de 1670), morreu aos vinte-e-três anos de idade; sem descendência.
3. Sofia Amália de Brandemburgo-Ansbach (nascida e morta em 1649).

Casou-se pela segunda vez em Oettingen, no dia 15 de outubro de 1651, com a condessa Sofia Margarida de Oettingen-Oettingen, de quem teve os seguintes filhos:
1. Luísa Sofia de Brandemburgo-Ansbach (9 de dezembro de 1652 - 15 de julho de 1686), morreu aos trinta-e-três anos de idade; sem descendência.
2. João Frederico de Brandemburgo-Ansbach (18 de outubro de 1654 – 22 de março de 1686), marquês de Brandemburgo-Ansbach; casado primeiro com a marquesa Joana Isabel de Baden-Durlach; com descendência. Casado depois com a duquesa Leonor Edmunda de Saxe-Eisenach; com descendência.
3. Alberto Ernesto de Brandemburgo-Ansbach (20 de outubro de 1659 - 20 de outubro de 1674), morreu aos quinze anos de idade; sem descendência.
4. Doroteia Carlota de Brandemburgo-Ansbach (28 de novembro de 1661 - 15 de novembro de 1705), casada com o marquês Ernesto Luís de Hesse-Darmstadt; com descendência.
5. Leonor Juliana de Brandemburgo-Ansbach (23 de outubro de 1663 – 4 de março de 1724), casada com o duque Frederico Carlos de Brandemburgo-Winnental; com descendência.

Alberto casou-se ainda uma terceira vez, em Durlach, no dia 6 de agosto de 1665, com a marquesa Cristina de Baden-Durlach. Não teve descendência dessa união.

## Genealogia
| Alberto II de Brandemburgo-Ansbach | Pai: Joaquim Ernesto de Brandemburgo-Ansbach | Avô paterno: João Jorge de Brandemburgo        | Bisavô paterno: Joaquim II Heitor, Príncipe-Eleitor de Brandemburgo |
| Alberto II de Brandemburgo-Ansbach | Pai: Joaquim Ernesto de Brandemburgo-Ansbach | Avô paterno: João Jorge de Brandemburgo        | Bisavó paterna: Madalena da Saxónia                                 |
| Alberto II de Brandemburgo-Ansbach | Pai: Joaquim Ernesto de Brandemburgo-Ansbach | Avó paterna: Isabel de Anhalt-Zerbst           | Bisavô paterno: Joaquim Ernesto de Anhalt                           |
| Alberto II de Brandemburgo-Ansbach | Pai: Joaquim Ernesto de Brandemburgo-Ansbach | Avó paterna: Isabel de Anhalt-Zerbst           | Bisavó paterna: Inês de Barby                                       |
| Alberto II de Brandemburgo-Ansbach | Mãe: Sofia de Solms-Laubach                  | Avô materno: João Jorge I de Solms-Laubach     | Bisavô materno: Frederico Magnus I de Solms-Laubach                 |
| Alberto II de Brandemburgo-Ansbach | Mãe: Sofia de Solms-Laubach                  | Avô materno: João Jorge I de Solms-Laubach     | Bisavó materna: Inês de Wied                                        |
| Alberto II de Brandemburgo-Ansbach | Mãe: Sofia de Solms-Laubach                  | Avó materna: Margarida I de Schönburg-Glauchau | Bisavô materno: Jorge II de Schönburg-Glauchau                      |
| Alberto II de Brandemburgo-Ansbach | Mãe: Sofia de Solms-Laubach                  | Avó materna: Margarida I de Schönburg-Glauchau | Bisavó materna: Doroteia de Reuss-Plauen                            |